# Лахден Рейпас (футбольний клуб)

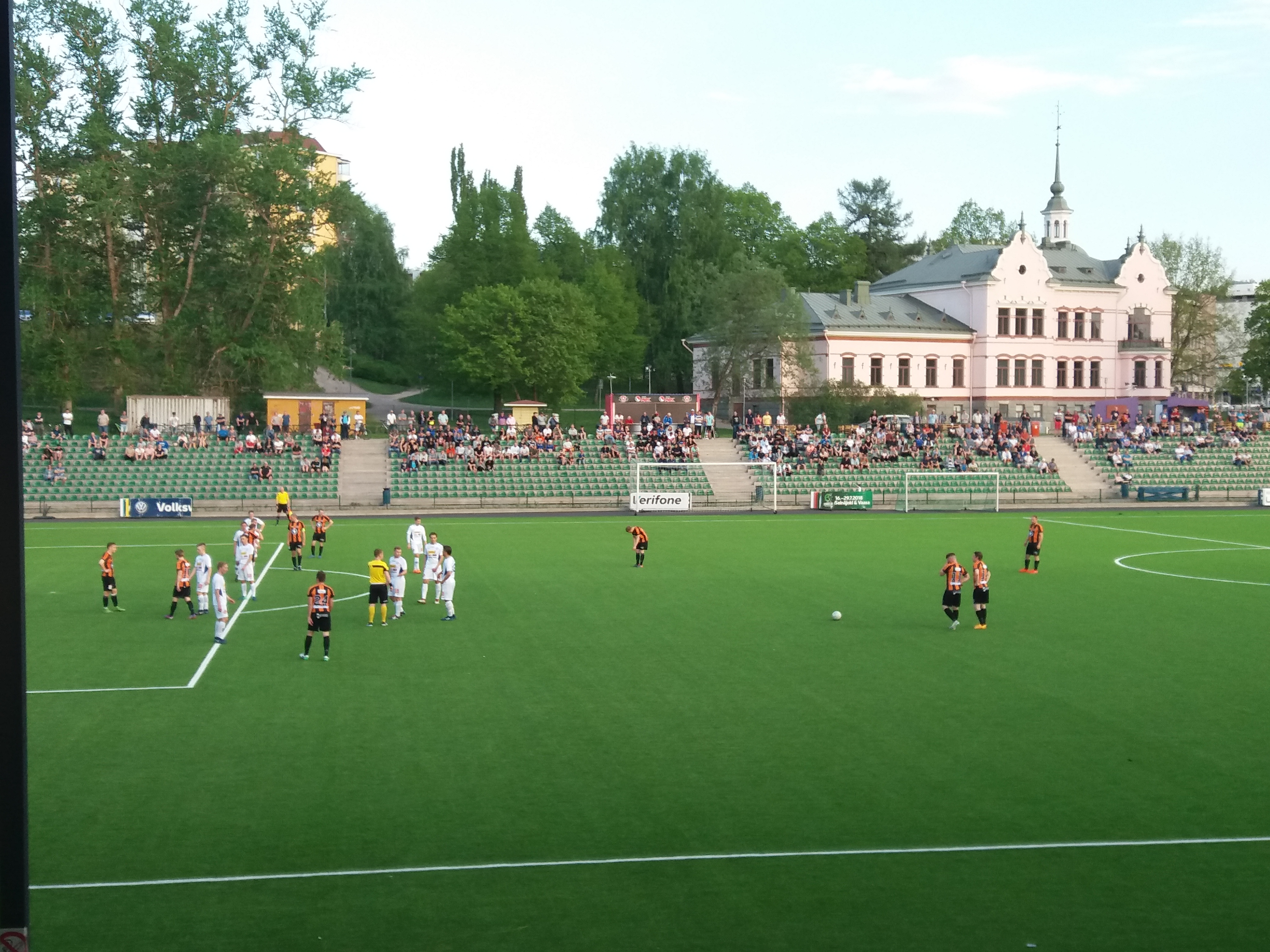
Матч «Куусюсі» — «Лахден Рейпас» у травні 2018 року.

«Лахден Рейпас» (фін. Lahden Reipas) — фінський футбольний клуб з міста Лахті. До Другої світової війни представляв місто Виборг.. Клубні кольори — чорно-помаранчеві.

## Історія
Спортивний клуб був заснований у Виборзі в 1891 році під назвою «Віїпурін Рейпас» (фін. Viipurin Reipas). Футбольна секція з'явилась у клубу 1908 року, коли відбувся перший чемпіонат Фінляндії. У 1910 році «Рейпас» дійшов до фіналу чемпіонату, де поступився 2:4. Найвідомішим футболістом клубу в той час був воротар Август Сюрьяляйнен, який представляв Фінляндію на Олімпіаді в Стокгольмі 1912 року.
Наступного разу «Рейпас» дійшов до фіналу у 1918 та 1919 роках, але в обох випадках програвав столичному ГІКу, 0–3 та 0–1 відповідно. У 1922 та 1927 роках «Рейпас» ще двічі опинився у фіналі, але цього разу програвав там клубу ГПС (Гельсінкі). Найвідомішими футболістами клубу того часу були Лео Лейво та Тойво Ройвайнен, які також виступали за збірну Фінляндії.
З 1930 року, коли був створений повноцінний чемпіонат, «Рейпас» грав у другому дивізіоні до 1938 року, коли виграв його і в сезоні 1939 року дебютував у вищій лізі країни. Але набравши лише 4 очки (2 перемоги і 9 поразок) з останнього місця одразу вилетів назад.
Після Другої світової війни місто відійшло до складу СРСР і клуб перебазувався в Лахті, тим не менш до 1962 року продовжував носити стару назву. У 1950-ті роки клуб продовжив виступати у нижчих лігах країни. 1962 року футбольна секція виокремилась в окремий клуб «Лахден Рейпас».
Після цього команда швидко стала одним із лідерів фінського футболу. Клуб виграв три чемпіонати Фінляндії та сім кубків Фінляндії, завдяки чому команда виступала у Кубку європейських чемпіонів та Кубку володарів кубків (загалом 10 розіграшів), але жодного разу не проходила далі другого раунду.
У 1996 році через фінансові труднощі клуб змушений був об'єднатись з клубом «Куусюсі», який теж мав проблеми із фінансами, в результаті чого утворився новий ФК «Лахті», який зайняв місце «Куусюсі» у другому дивізіоні, а замість «Лахден Рейпас» у третьому дивізіоні виник фарм-клуб «Палло-Лахден». Сам же «Рейпас» залишився лише у вигляді дитячої академії і став виступити виключно у юнацьких турнірах.
На початку 2012 року команда була відновлена і заявлена до четвертого фінського дивізіону. Команда виграла дивізіон у сезоні 2018 року та з наступного року стала виступати у третьому дивізіоні країни.

## Жіноча команда команди
У клубу є жіноча футбольна команда, заснована у 1979 році. З 1994 року носить назву «Рейппаан Найсет».

## Досягнення
- Чемпіонат Фінляндії (3): 1963, 1967, 1970[5]
- Володар Кубка Фінляндії (7): 1964, 1972, 1973, 1974, 1975, 1976, 1978
  - Фіналіст Кубка Фінляндії (3): 1963, 1967, 1970

## Виступи у єврокубках
| Сезон   | Турнір                       | Раунд | Клуб                     | Вдома | В гостях | Загалом |
| ------- | ---------------------------- | ----- | ------------------------ | ----- | -------- | ------- |
| 1964/65 | Кубок європейських чемпіонів | 1Р    | «Люн»                    | 2–1   | 0–3      | 2–4     |
| 1965/66 | Кубок володарів кубків       | 1Р    | «Гонвед»                 | 2–10  | 0–6      | 2–16    |
| 1968/69 | Кубок європейських чемпіонів | 1Р    | «Флоріана»               | 2–0   | 1–1      | 3–1     |
| 1968/69 | Кубок європейських чемпіонів | 2Р    | «Спартак» (Трнава)       | 1–9   | 1–7      | 2–16    |
| 1971/72 | Кубок європейських чемпіонів | 1Р    | «Грассгоппер»            | 1–1   | 0–8      | 1–9     |
| 1973/74 | Кубок володарів кубків       | 1Р    | «Ліон»                   | 0–0   | 0–2      | 0–2     |
| 1974/75 | Кубок володарів кубків       | 1Р    | «Сліма Вондерерс»        | 4–1   | 0–2      | 4–3     |
| 1974/75 | Кубок володарів кубків       | 2Р    | «Мальме»                 | 0–0   | 1–3      | 1–3     |
| 1975/76 | Кубок володарів кубків       | 1Р    | «Вест Гем Юнайтед»       | 2–2   | 0–3      | 2–5     |
| 1976/77 | Кубок володарів кубків       | 1Р    | «Левскі-Спартак» (Софія) | 1–7   | 2–12     | 3–19    |
| 1977/78 | Кубок володарів кубків       | 1Р    | «Гамбург»                | 2–5   | 1–8      | 3–13    |
| 1979/80 | Кубок володарів кубків       | 1КВ   | «Аріс»                   | 0–1   | 0–1      | 0–2     |

## Відомі вихованці
- Туомас Хаапала — гравець збірної Фінляндії
- Томмі Каутонен — гравець збірної Фінляндії
- Юкка Коскінен — гравець збірної Фінляндії
- Йонас Колкка — грав у менхенгладбахській «Боруссії», англійському « Крістал Пелес», провів майже сто матчів за збірну ФІнляндії.
- Ярі Літманен — гравець «Барселони», «Аяксу» та «Ліверпуля», найвидатніший фінський футболіст 50-річчя (1954—2003).
- Пекка Лагерблом — чемпіон Німеччини у складі «Вердера»
- Вілле Тауло — гравець збірної Фінляндії
- Генрі Тойвомякі — гравець збірної Фінляндії

## Приімтки
1. ↑  Suomen Palloliiton toimintakertomus vuodelta 1962, sivu 8 (pdf 43/50), vahvistetut nimenmuutokset, Viipurin Reipas -> Reipas (PDF). Архів оригіналу (PDF) за 16 жовтня 2013. Процитовано 10 квітня 2020.
2. ↑  Suomen Palloliiton toimintakertomus vuodelta 1963, sivu 8 (pdf 38/50) vahvistetut nimenmuutokset: Reipas -> Lahden Reipas (PDF). Архів оригіналу (PDF) за 16 жовтня 2013. Процитовано 10 квітня 2020.
3. ↑  Finland — Foundation Dates of Clubs [Архівовано 11 травня 2020 у Wayback Machine.].
4. ↑  VIIPURI suomalaisena jalkapallokaupunkina (1944 asti)[недоступне посилання]
5. 1 2  Historia. Lahdenreipas.fi. Lahden Reipas. Архів оригіналу за 30 травня 2019. Процитовано 31.5.2019.
6. ↑  FC Reipas - Seurainfo. Fcreipas.fi. FC Reipas. Архів оригіналу за 30 травня 2019. Процитовано 31.5.2019.
7. ↑  FC Kuusysi and FC Reipas. FC Lahti. Архів оригіналу за 5 лютого 2012. Процитовано 28 липня 2010.
8. ↑  Kolmosen kausiennakko 2012. Lahden Reipas. 7.4.2012. Архів оригіналу за 15 серпня 2013. Процитовано 8.7.2012.
9. ↑  Reipas nousee Kakkoseen!. Lahdenreipas.fi. Lahden Reipas. 21.9.2018. Архів оригіналу за 25 вересня 2020. Процитовано 31.5.2019.
10. ↑  FC Reipas - Onnea Reippaan Naiset. Fcreipas.fi. FC Reipas. 6.3.2019. Архів оригіналу за 30 травня 2019. Процитовано 31.5.2019.